# ويليام أندرسون (لاعب كريكت فرنسي)
ويليام أندرسون (27 يونيو 1859 بإدنبرة في المملكة المتحدة - 5 أغسطس 1943 بإدنبرة في المملكة المتحدة) (بالإنجليزية: William Anderson)‏ هو لاعب كريكت فرنسي وبريطاني. شارك في الألعاب الأولمبية الصيفية 1900.

## وصلات خارجية
- ويليام أندرسون على موقع اللجنة الأولمبية الدولية (الإنجليزية)
- ويليام أندرسون على موقع أوليمبيديا (الإنجليزية)
- ويليام أندرسون على موقع اللجنة الأولمبية البريطانية (الإنجليزية)